# Paragapostemon coelestinus
Paragapostemon coelestinus là một loài Hymenoptera trong họ Halictidae. Loài này được Westwood mô tả khoa học năm 1875.